# Pternandra angustifolia
Pternandra angustifolia är en tvåhjärtbladig växtart som beskrevs av J.F. Maxwell. Pternandra angustifolia ingår i släktet Pternandra och familjen Melastomataceae. Inga underarter finns listade i Catalogue of Life.